# Éric Adam
Pour les personnes ayant le même patronyme, voir Adam (homonymie).
 (novembre 2018).
Éric Adam, né le 2 mai 1966 à La Louvière, est un scénariste de bande dessinée franco-belge qui a notamment scénarisé quelques albums de Lucky Luke, Rantanplan et du Marsupilami.

## Publications
Sauf précision, Éric Adam est le scénariste de ces albums. Les nombreux albums publicitaires n'ont pas été inclus.
- Marsupilami (scénario avec Xavier Fauche), avec Batem (dessin), Marsu Productions, 2 vol., 1996-1997.
- Rantanplan t. 11 : Le Chameau (scénario avec Xavier Fauche), avec Michel Janvier (dessin d'après Morris), Lucky Productions, 1997.
- Lucky Luke t. 36 : O.K. Corral (scénario avec Xavier Fauche), avec Morris (dessin), Lucky Productions, 1997.
- Les Contes du septième souffle, avec Hugues Micol, Vents d'Ouest, coll. « Équinoxe », 4 vol., 2002-2006.
- La Tranchée (scénario avec Virginie Cady), avec Christophe Marchetti (dessin), Vents d'Ouest, coll. « Équinoxe », 2006.
- Nil, avec Didier Garguilo, Vents d'Ouest, 2 vol., 2007-2009.
- Sherlock (scénario avec Didier Convard), avec Jean-Louis Le Hir (dessin), Glénat, coll. « Grafica », 2 vol., 2008.
- Les Carrés, avec Olivier Martin, Vents d'Ouest, coll. « Turbulences », 3 vol., 2008-2010.
- D'Artagnan !, avec Hugues Micol, Vents d'Ouest, coll. « Aventures », 2 vol., 2008-2009.
- Petite mort en un acte (scénario avec Didier Convard), avec Paul (dessin), Glénat, coll. « Grafica », 2009.
- Neige. Fondation (scénario avec Didier Convard), avec Jean-Baptiste Hostache et Didier Poli (dessin), 3 vol., 2010-2012.
- L'assassinat du père Noël (scénario avec Didier Convard), avec Paul (dessin), Glénat, coll. « Grafica », 2010.
- Versailles (scénario avec Didier Convard), avec Éric Liberge (dessin), Glénat, 2 vol., 2012-2013.
- Hertz (scénario avec Didier Convard), avec Christian Gine et Denis Falque (dessin), Glénat, coll. « La Loge noire », 3 vol., 2012-2015.
- Panthéon. Le Tombeau des dieux ennemis (scénario avec Didier Convard), avec Han Neck Han (dessin), Glénat, coll. « Caractère », 2012.
- Le Pendule de Foucault[1] (scénario avec Didier Convard), avec Fred Vignaux (dessin), Glénat, coll. « Grafica », 2012.
- Marco Polo (scénario avec Didier Convard et Christian Clot), avec Fabio Bono (dessin), Glénat, 2013.
- Vercingétorix [2], Didier Convard, Stéphane  Bourdin et Éric Adam (scénario), Fred  Vignaux (dessin), Glénat-Fayard, collection Ils ont fait l'Histoire, 2014. Réédition en 2019 (collection Le Monde présente)[3].
- Michel Ange (scénario avec Didier Convard), avec Thibaud De Rochebrune (dessin), Glénat, 2017